# Atilio Mellone
Atilio Mellone (Asunción, Departamento Central; 12 de diciembre de 1914-?) fue un futbolista paraguayo que jugó para el club Deportivo Oro entre el periodo de 1945 a 1948 donde anotó 45 goles; además fue goleador del club Guaraní y el máximo goleador de la temporada 1944 con el Club Atlético Huracán.

## Trayectoria

### Inicios
Inició su carrera en 1939 con el Club Guaraní de la Primera División de Paraguay, jugó en el club hasta 1943, siendo máximo goleador del torneo con 27 goles en su último año con el club.

### Club Atlético Huracán
Asimismo, en 1944, Mellone fichó para el Club Atlético Huracán en reemplazo de Herminio Masantonio quien había sido goleador entre 1931 y 1943.
La responsabilidad de suceder a un goleador e histórico del club recayó en Atilio quien había sido goleador en 1943 del fútbol paraguayo, en el Club Guaraní y no defraudó.
En la primera fecha, Huracán logró su mayor goleada de la historia en el clásico frente al club San Lorenzo de Almagro por 5 a 1. Sucedió en la cancha de Ferro, en Caballito. El paraguayo Mellone debutó esa tarde del 16 de abril de 1944, curiosamente no marcó ni un solo gol, pero la historia empezaría más tarde.
En ese año fue máximo goleador en su primera temporada con La Quema con 26 goles dejando atrás a Ángel Labruna, figura del club River Plate. Jugó hasta 1945 y en total convirtió 31 goles en 38 partidos con el club argentino en 2 años. Luego se marchó al Club Deportivo Oro, dejando su lugar a un joven de 19 años que venía de las inferiores de River Plate y estaba llamado a ser un fenómeno del fútbol mundial, Alfredo Di Stéfano.

### Club Ferrocarril Oeste y retirada deportiva
También jugó para el Club Ferrocarril Oeste en la temporada de 1948. Debutó el 14 de agosto de ese año contra el
Club Atlético Central Córdoba (Rosario) en un partido que terminó 1-1. Su último partido con el club argentino fue el 30 de octubre de 1948 contra El Porvenir donde también terminó 1-1.
Se retiró en 1950 con el club Sport Colombia en Paraguay.

## Selección nacional
En 1940, jugó para la selección de fútbol de Paraguay dos partidos amistosos por la Copa Rosa Chevallier Boutell en Buenos Aires, contra Argentina el 18 de febrero y 25 de febrero de ese año donde perdieron por 3-1 y 4-0 respectivamente. En ese año ya había sido ojeado por un club argentino.

## Estilo de juego
Potente y aguerrido, tenía escasa técnica, pero mucho empuje. Goleador de raza, incansable. Su resistencia y olfato de gol lo hacían único en su especie.

## Clubes
| Club               | País      | Año       |
| ------------------ | --------- | --------- |
| Club Guaraní       | Paraguay  | 1939-1943 |
| C. A. Huracán      | Argentina | 1944-1945 |
| Club Deportivo Oro | México    | 1945-1948 |
| Ferro Carril Oeste | Argentina | 1948      |
| Sport Colombia     | Paraguay  | 1949-1950 |